# 1252 Celestia
1252 Celestia је астероид главног астероидног појаса са пречником од приближно 17,39 .
Афел астероида је на удаљености од 3,249 астрономских јединица (АЈ) од Сунца, а перихел на 2,146 АЈ.
Ексцентрицитет орбите износи 0,204, инклинација (нагиб) орбите у односу на раван еклиптике 33,889 степени, а орбитални период износи 1618,656 дана (4,431 године).
Апсолутна магнитуда астероида је 10,89 а геометријски албедо 0,257.
Астероид је откривен 19. фебруара 1933. године.